# カラコンティ
カラコンティ（英: Karakontie）は、日本生産、フランス調教の競走馬、種牡馬。主な勝ち鞍に2013年のジャン・リュック・ラガルデール賞(GI)、2014年のプール・デッセ・デ・プーラン(GI)、ブリーダーズカップ・マイル(GI)がある。

## 戦績

### デビュー前
アメリカの種牡馬Bernsteinの産駒を受胎したサンイズアップが、日本で繋養されているバゴと交配するために白老ファームに移動して出産したのが本馬である。

### 2歳（2013年）
7月1日コンピエーニュ競馬場の2歳一般戦でステファン・パスキエとのコンビでデビューし、初勝利を挙げる。2戦目のフランソワブータン賞は惜しくも2着だったが、オリビエ・ペリエに乗り替わったロシェット賞を制し重賞初制覇を果たす。パスキエとのコンビに戻ったジャン・リュック・ラガルデール賞では好位追走から直線で逃げ粘るヌーゾーカナリアスをゴール直前でかわしG1競走初制覇を果たした。

### 3歳（2014年）
4月13日のフォンテンブロー賞で始動したがEctotのクビ差2着に敗れる。続く5月11日のプール・デッセ・デ・プーランは直線で馬場の内側から抜け出すと最後はPrestige Vendomeにクビ差退けてG1競走2勝目を挙げるとともに日本産馬初のフランス（欧州）クラシックレース初勝利となった。その後、6月1日のジョッケクルブ賞で2冠に挑んだが8着に終わる。秋に入り、10月5日のフォレ賞は見せ場なく11着と惨敗。その後、アメリカに遠征し11月1日のブリーダーズカップ・マイルに出走。12番人気と評価は低かったが、中団馬群から抜け出すと最後はアノダンの追撃を振り切りG1競走3勝目を飾った。

### 4歳（2015年）
ロッキンジステークスから始動予定だったが、脚部不安のため回避。その後、クイーンアンステークスも回避し、ジャック・ル・マロワ賞に目標を切り替えることになった。ジャック・ル・マロワ賞で復帰したが久々が堪えて6着。続くムーラン・ド・ロンシャン賞は3着と好走する。アメリカに遠征し、連覇をかけて挑んだブリーダーズカップ・マイルは11着に沈み、このレースを最後に現役を引退。ゲインズウェイファームで種牡馬入りした。

## 種牡馬成績
- Sole Volante - サムFデイビスステークス（米GIII）
- Princess Grace - ミセスリビアステークス（米GII）、イエローリボンハンデキャップ（米GII）、ドクタージェームズペニーメモリアルステークス（米GIII）連覇、レディスターフステークス（米GIII）
- Spendarella - デルマーオークス、アパラチアンステークス（米GII）、ヒアカムズザプライドステークス（米GIII）
- She Feels Pretty - ナタルマステークス、クイーンエリザベス2世チャレンジカップステークス、アメリカンオークス、ニューヨークステークス、E.P.テイラーステークス、モデスティステークス（米GIII）

※太字はG1競走

## 血統表
| カラコンティの血統            | カラコンティの血統                                 | カラコンティの血統                                 | （血統表の出典）                                   | （血統表の出典） |
| 父系                          | ストームバード系（ストームキャット系）             | ストームバード系（ストームキャット系）             | ストームバード系（ストームキャット系）             | [ § 2 ]          |
| 父 Bernstein 1997 鹿毛        | 父の父Storm Cat 1983 黒鹿毛                        | Storm Bird                                         | Northern Dancer                                    | Northern Dancer  |
| 父 Bernstein 1997 鹿毛        | 父の父Storm Cat 1983 黒鹿毛                        | Storm Bird                                         | South Ocean                                        |                  |
| 父 Bernstein 1997 鹿毛        | 父の父Storm Cat 1983 黒鹿毛                        | Terlingua                                          | Secretariat                                        | Secretariat      |
| 父 Bernstein 1997 鹿毛        | 父の父Storm Cat 1983 黒鹿毛                        | Terlingua                                          | Crimson Saint                                      |                  |
| 父 Bernstein 1997 鹿毛        | 父の母La Affirmed 1983 鹿毛                        | Affirmed                                           | Exclusive Native                                   | Exclusive Native |
| 父 Bernstein 1997 鹿毛        | 父の母La Affirmed 1983 鹿毛                        | Affirmed                                           | Won't Tell You                                     |                  |
| 父 Bernstein 1997 鹿毛        | 父の母La Affirmed 1983 鹿毛                        | La Mesa                                            | Round Table                                        | Round Table      |
| 父 Bernstein 1997 鹿毛        | 父の母La Affirmed 1983 鹿毛                        | La Mesa                                            | Finance                                            |                  |
| 母 サンイズアップ 1998 青鹿毛 | 母の父*サンデーサイレンス 1986 青鹿毛              | Halo                                               | Hail To Reason                                     | Hail To Reason   |
| 母 サンイズアップ 1998 青鹿毛 | 母の父*サンデーサイレンス 1986 青鹿毛              | Halo                                               | Cosmah                                             |                  |
| 母 サンイズアップ 1998 青鹿毛 | 母の父*サンデーサイレンス 1986 青鹿毛              | Wishing Well                                       | Understanding                                      | Understanding    |
| 母 サンイズアップ 1998 青鹿毛 | 母の父*サンデーサイレンス 1986 青鹿毛              | Wishing Well                                       | Mountain Flower                                    |                  |
| 母 サンイズアップ 1998 青鹿毛 | 母の母*ムーンイズアップ 1993 鹿毛                  | Woodman                                            | Mr Prospector                                      | Mr Prospector    |
| 母 サンイズアップ 1998 青鹿毛 | 母の母*ムーンイズアップ 1993 鹿毛                  | Woodman                                            | *プレイメイト                                      |                  |
| 母 サンイズアップ 1998 青鹿毛 | 母の母*ムーンイズアップ 1993 鹿毛                  | Miesque                                            | Nureyev                                            | Nureyev          |
| 母 サンイズアップ 1998 青鹿毛 | 母の母*ムーンイズアップ 1993 鹿毛                  | Miesque                                            | Pasadoble                                          |                  |
| 母系(F-No.)                   | ムーンイズアップ系(FN:20)                          | ムーンイズアップ系(FN:20)                          | ムーンイズアップ系(FN:20)                          | [ § 3 ]          |
| 5代内の近親交配               | Northern Dancer 4×5=9.38% Raise a Native 5×5=6.25% | Northern Dancer 4×5=9.38% Raise a Native 5×5=6.25% | Northern Dancer 4×5=9.38% Raise a Native 5×5=6.25% | [ § 4 ]          |
| 出典                          | 1. 2. 3. 4.                                        | 1. 2. 3. 4.                                        | 1. 2. 3. 4.                                        | 1. 2. 3. 4.      |

祖母の半兄にG1を3勝し大種牡馬となったKingmambo、同じく半姉にG1を3勝したEast of the Moonがいる。